# Ottomar Pinto

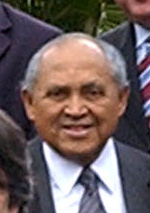

Ottomar de Sousa Pinto (Petrolina, 19 de enero de 1930 — Brasília, 11 de diciembre de 2007) fue un militar y político brasileño afiliado al Partido de la Social Democracia Brasileña y anteriormente al Partido Laborista Brasileño.
Ha sido gobernador del estado de Roraima de 1979 a 1983 durante la dictadura militar y de 1991 a 1994 ya en la democracia. Ha vuelto a acceder al cargo en el 2004, tras ser cesador por compra de votos Francisco Flamarion Portela. Se presentó a las elecciones a la gobernadoría de Roraima del 2006, consiguiendo una cómoda victoria sobre Romero Jucá obteniendo el 60% de los votos.
Era casado con Marluce Pinto, senadora por el PMDB. Dos hijas suyas también son políticas, Otília Pinto es alcaldesa de Rorainópolis y Marília Pinto es diputada estatal.
| Predecesor: Fernando Ramos Pereira | Gobernador del Territorio Federal de Roraima 1979 - 1983 | Sucesor: Vicente de Magalhães Morais |

| Predecesor: Romero Jucá Filho | Gobernador de Roraima 1991 - 1994 | Sucesor: Neudo Ribeiro Campos |

| Predecesor: Francisco Flamarion Portela | Gobernador de Roraima 2004 - 2007 | Sucesor: José de Anchieta Júnior |

- Datos: Q7109990
- Multimedia: Ottomar Pinto / Q7109990